# Turkestantörnskata
Turkestantörnskata (Lanius phoenicuroides) är en fågel i  familjen törnskator (Laniidae) som häckar i Centralasien. Den häckar i Centralasien och övervintrar huvudsakligen i östra Afrika. Mycket tillfälligt uppträder den i Europa, framför allt höstetid. Tidigare behandlades den som underart till isabellatörnskatan (Lanius isabellinus), men är också nära släkt med asiatiska brun törnskata och europeiska törnskatan.

## Utseende
Turkestantörnskatan är lik isabellatörnskatan och brun törnskata, men även törnskata, speciellt i juvenil och första vinterdräkt. Den mäter 16,5-18 cm och har marginellt längre stjärt än törnskatan. I alla dräkter skiljer den sig från törnskatan med sin roströda stjärtovansida som ibland har mörkare brun spets och mitt.
Adult hane har svart ansiktsmask, tydligt vitt ögonbrynsstreck och vitt ansikte. Hjässan är brunröd och ryggen dovt gråbrun. Bröstet är övervägande vitaktigt, vingpennorna mörka och den har en tydlig ljus handbasfläck. Honan har samma dräkt men mindre distinkt, saknar handbasfläcken och har fin vattring på bröstet. I första vinterdräkt saknas har den en mindre distinkt mörk ansiktsmask, bröstet är vattrat och den har en kall mörkgrå rygg. De skiljs från unga törnskator på ljusare och gråare grundfärg ovan, ingen vattring på framryggen, ljusare roströd ovansida på stjärten och kortare handpenneprojektion.
Isabellatörnskata är mycket lik turkestantörnskatan, men den senare är i handräkt mörkare och mattare gråbrun ovan samt mycket vitare under. Den har också ett rent vitt och tydligt ögonbrynsstreck och framtill bredare ansiktsmask. Hon- och ungfåglar är i genomsnitt vitare under med tydligare tvärvattring.

## Läten
Locklätet och sången är mycket lika törnskatans. Varningslätet är ett hest, upprepat "vehv". När hanen är nära honan kan han låta höra en utdragen skuggsång med hårda och skrapiga toner men också härmningar. Även isabellatörnskatans läten tros vara mycket lika, men inga jämförande studier har gjorts.

## Utbredning och taxonomi
Turkestantörnskata häckar på stäpp i södra Sibirien och Centralasien i södra Kazakstan, Uzbekistan, Turkmenistan, Kirgizistan, Tadzjikistan, nordöstra Iran, norra Afghanistan och norra Pakistan. Arten övervintrar främst i östra Afrika och i södra delarna av Arabiska halvön.

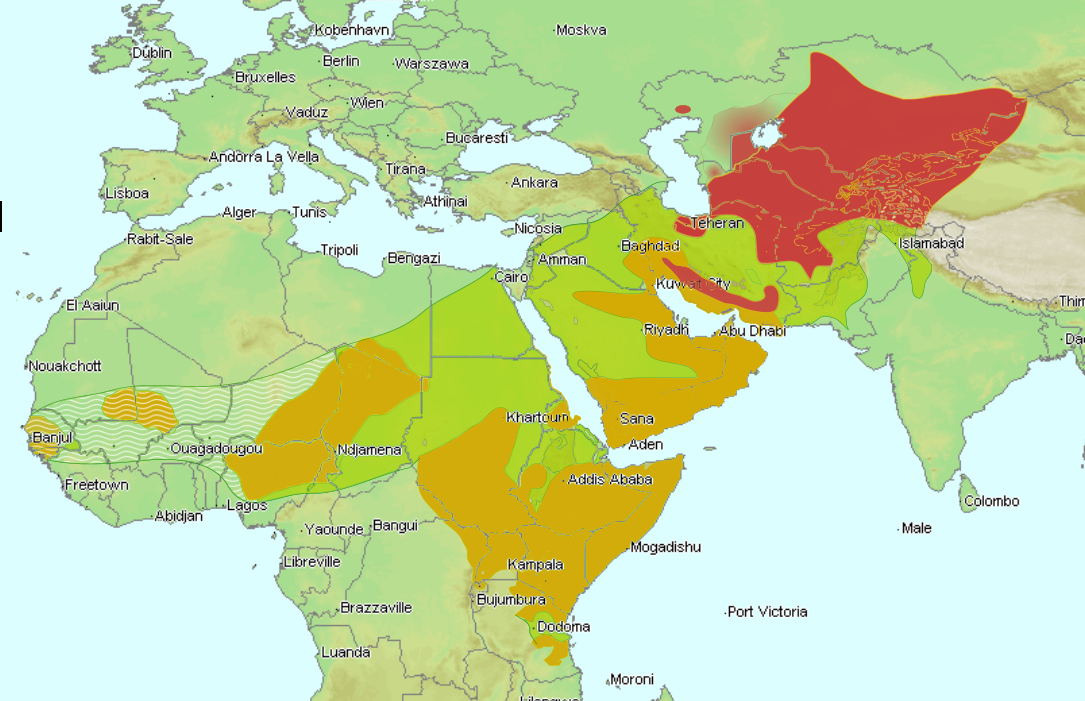
Turkestantörnskatans utbredningsområde, där rött betecknar förekomst under häckningstid och orange övervintringsområde.

### Artstatus
Turkestantörnskata behandlades länge som en underart till isabellatörnskata. Först 2013 beslöt exempelvis Clements et al. att taxonet phoenicuroides skulle få artstatus. Numera råder konsensus bland världens taxonomiska auktoriteter att den utgör en egen art.

### Hybridisering
Det finns inga dokumenterade fall av hybridisering mellan turkestantörnskata och isabellatörnskata. Det är inte ens säkert att deras båda häckningsområden möter varandra, och om så är fallet så antas detta ske i en smal zon söder om Altajbergen i området Dzungariet i nordvästra Kina. Dock hybridiserar båda dessa arter med törnskata (Lanius collurio). Detta sker i Kazakstan och Iran för phoenicuroides del, och i ett begränsat område i Altaj och i nordvästra Mongoliet för isabellinus.

### Förekomst i Sverige och övriga Europa
Observationer av turkestantörnskata i västra Europa är sällsynta och förekommer främst under hösten. Eftersom arten nyligen urskiljts från isabellatörnskata är det idag i flera fall omöjligt att veta om dessa observationer rörde isabellatörnskata eller turkestantörnskata. Idag finns två godkända fynd av turkestantörnskata: en hona 26/5 2004 vid Beddinge strandhed i Skåne och en individ på Utlängan i Blekinge 30/6 2017. Ytterligare 14 fynd har inte med säkerhet artbestämts.

## Ekologi
Turkestantörnskata äter större insekter, småfåglar, sorkar och ödlor. Arten häckar i öppna biotoper, företrädesvis med inslag av törnbuskar.

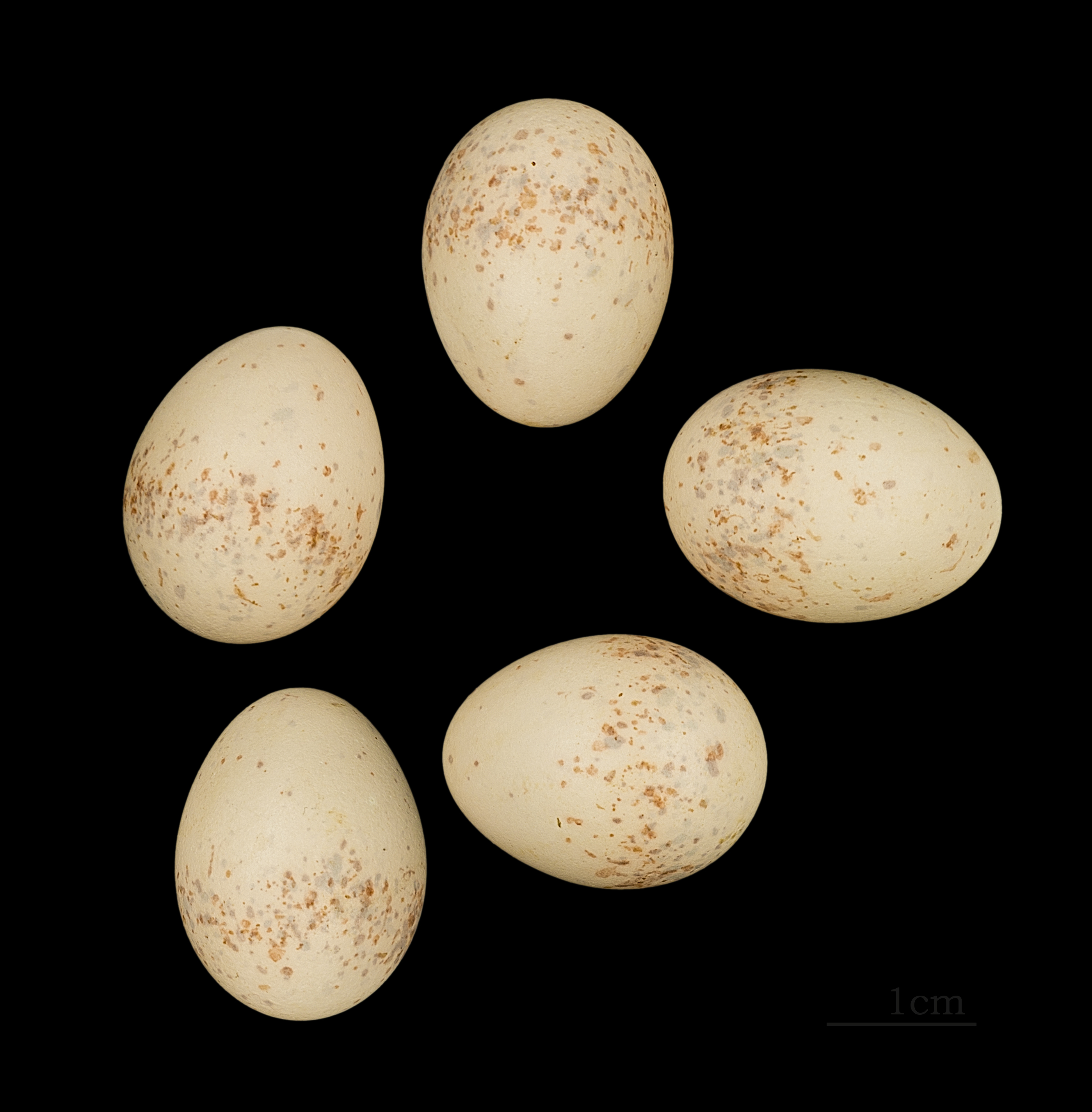
Ägg från turkestantörnskata.

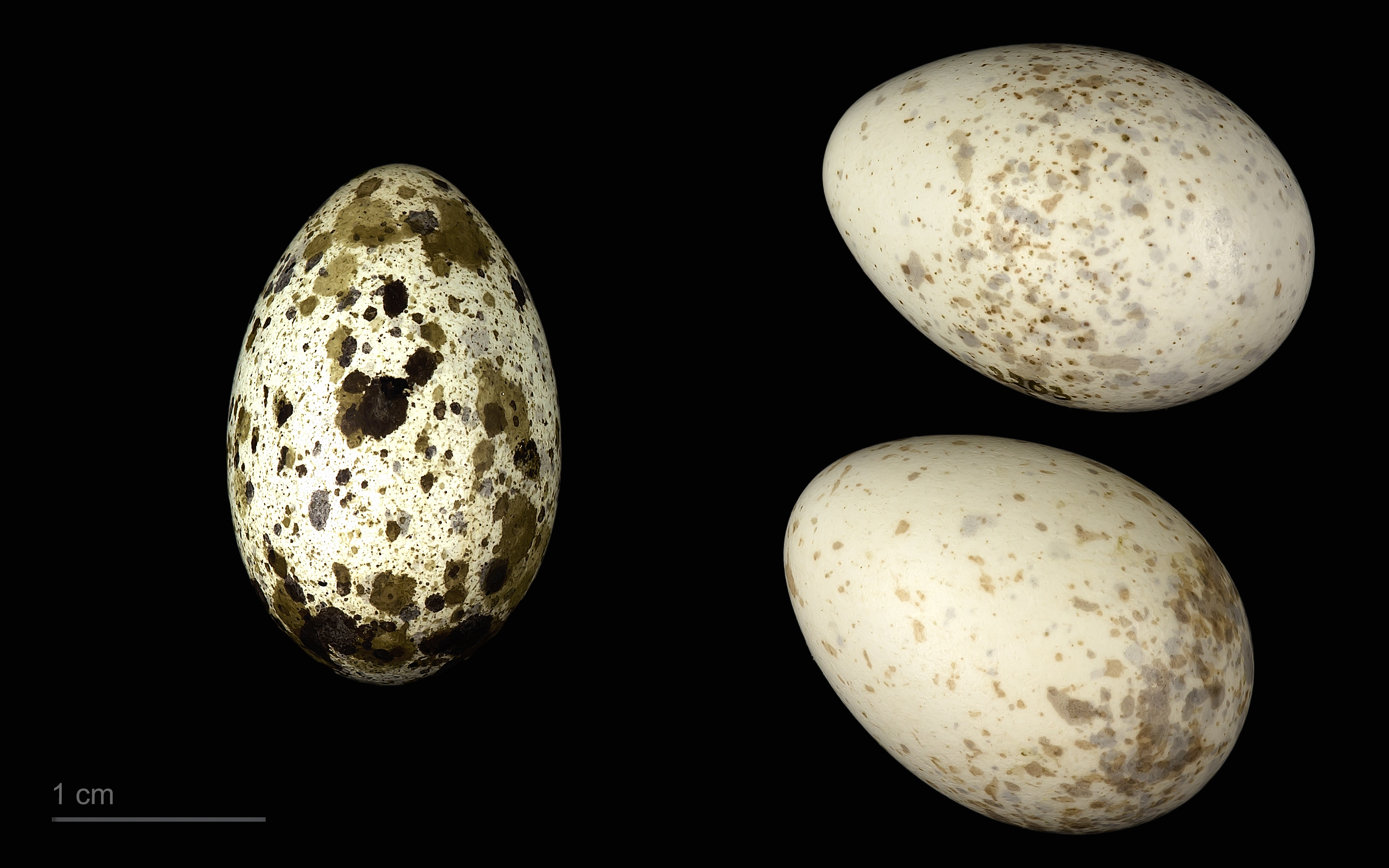
Cuculus canorus + Lanius phoenicuroides

## Status och hot
Arten har ett stort utbredningsområde och det finns inga tecken på vare sig några substantiella hot eller att populationen minskar. Utifrån dessa kriterier kategoriserar IUCN arten som livskraftig (LC).